# Danse indienne (film, 1900)
Pour plus de détails, voir Fiche technique et Distribution.

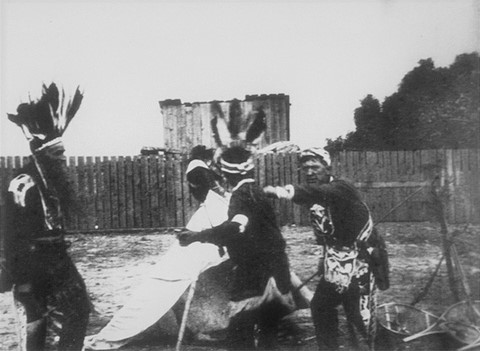
Photogramme tiré de Danse indienne (1898).

Danse indienne est un film français de Gabriel Veyre, opérateur-réalisateur des frères Lumière, sorti en 1900. Il s'agit d'un court-métrage muet de moins d'une minute. Tourné le 2 ou 3 septembre 1898 sur la réserve amérindienne de Kahnawake, au Québec, il met en scène des Mohawks dansant en costume de fête, devant un tipi en toile. Il est considéré, en l'état de la recherche historique au début du XXIe siècle, comme le plus ancien film tourné en sol québécois à avoir été conservé. 

## Synopsis
Des Mohawks, en costume de fête traditionnel, dansent devant un tipi en toile.

## Fiche technique
- Titre : Danse indienne
- Titre alternatif : Danse par des habitants canadiens (?)[2]
- Réalisation : Gabriel Veyre
- Photographie : Gabriel Veyre
- Société de production : Société anonyme des plaques et papiers photographiques A. Lumière et ses fils
- Format : Noir et blanc, muet
- Durée : 48 secondes
- Métrage : 16 mètres
- Pays d’origine : France
- Sortie :  Canada 28 janvier 1900[2];